# Anthology (마이클 잭슨의 음반)
Anthology는 마이클 잭슨의 컴필레이션 음반으로, 1986년 발매되었다.